# 森塔伦湖国家公园
森塔倫湖國家公園是位於印度尼西亞西加里曼丹省東北部的國家公園。它拥有世界上生物多样性最丰富的湖泊生态系统之一。

## 地理
森塔倫湖國家公園位於婆羅洲的心臟地帶，地處卡普阿斯河上游构造盆地西部，距离岛西部河口三角洲约700公里。该构造盆地是一个巨大的河漫滩，由约20个大大小小的季节性湖泊、淡水沼泽森林和泥炭沼澤森林组成。

## 保护区
1982年，该地区成为印尼的野生动物保护区，面积达800 km2。1994年，它成为湿地公约的指定湿地，保护区面积扩大至1,320 km2（890 km2的沼泽森林区和430 km2的旱地）。1999年，它成为印尼的国家公园，然而直到2006年，政府才设立相应的管理机构。

## 物种
森塔倫湖國家公園拥有丰富的鱼类动物群，其种类估计约240种，包括亞洲龍魚和大刺色鰍。这里有237种鸟类，包括黄脸鹳和大眼斑雉。哺乳动物有143种，其中23种是婆罗洲特有物种，比如長鼻猴。公园内还有较多处于濒危状态的人科猩猩屬哺乳动物。爬行动物有26种，包括馬來長吻鱷和灣鱷。

## 住民
公园的湖泊孕育了当地部落的传统渔业。卡普阿斯河上游河漫滩西部居住着近2万人，其中88％是马来族渔民。公园内约有20个村庄，居住着大约3000人。